# Hollow Man 2
Hollow Man II é um filme estadunidense, do ano de 2006, do gênero ficção científica, dirigido por Claudio Fäh.

## Enredo
Christian Slater (de Entrevista com o Vampiro) é um homem à beira da loucura nessa produção que mistura uma trama policial com o famoso conto desenvolvido pelo escritor H.G. Wells em O Homem Invisível. Ele é Michael Griffin, um homem que se torna um assassino invisível que vai enlouquecendo ao mesmo tempo em que morre lentamente, tudo resultado do fato de ter tomado um soro experimental da invisibilidade. Ele está espalhando o terror, o que leva o governo a usar uma cientista, a única capaz de mantê-lo vivo, como isca para poder pegá-lo. Nesse perigoso plano, ela conta com a ajuda de um detetive, que chega a um ponto crucial quando descobre que para manter sua protegida viva, será preciso tomar o tal soro, o que o transformará também em um homem sem sombra. Agora, dois homens invisíveis estão cara a cara e se enfrentam em uma batalha onde apenas um deles saíra com vida nessa produção de ação que prega boas surpresas nas horas certas.

## Elenco
| Nome                   | Personagem              |
| ---------------------- | ----------------------- |
| Christian Slater       | Michael Griffin         |
| Peter Facinelli        | Detetive Frank Turner   |
| Laura Regan            | Dra. Maggie Dalton      |
| David McIlwraith       | Dr. William Reisner     |
| William MacDonald      | Coronel Gavin Bishop    |
| Sarah Deakins          | Detetive Lisa Martinez  |
| Jessica Harmon         | Heather Dalton          |
| Sonya Salomaa          | Esposa troféu           |
| Terri Anne Welyki      | Garota pérola           |
| John Shaw              | Dr. Devin Villiers      |
| David Abbott           | Elderly Husband         |
| Hamish Cameron         | Homem do banheiro       |
| Colin Lawrence         | Capitão Rollins         |
| Zara Taylor            | Ashley                  |
| Nolan Gerard Funk      | Josh                    |
| Jamie Bell             | Favelado                |
| Bruce Dawson           | Capitão Tom Harrison    |
| Dean Paul Gibson       | Administrador           |
| Dean Redman            | Guarda policial         |
| Mike Dopud             | Chesley                 |
| Alana Husband          | Assistente de Reisner   |
| Woody Jeffreys         | Agente Moore            |
| Darcy Laurie           | Timothy Laurents        |
| Yee Jee Tso            | Técnico do laboratório  |
| Michael Kopsa          | Homem na estação de gás |
| Chelah Horsdal         | Secretária              |
| Darcy Belsher          | Divisão de matemática   |
| Ted Friend             | Senador                 |
| Dagmar Midcap          | Repórter                |
| Stefano Giulianetti    | Seguraça                |
| Karen Holness          | Balconista              |
| Mark Ferns             | Comandante da SWAT      |
| Carolyn Chiodini-Cable | Olhos azuis             |
| Joshua Kalef           | Rapaz verde             |

## Premiações
- Indicado

Academy of Science Fiction, Fantasy & Horror Films
Categoria Melhor Lançamento em DVD